# John Davis (Produzent)
John Andrew Davis (* 20. Juli 1954 in der Nähe von Denver, Colorado) ist ein US-amerikanischer Filmproduzent. Er wurde als Sohn von Marvin Davis geboren und ist Absolvent des Bowdoin College.
1985 gründete er die Produktionsfirma Davis Entertainment. Sein Schaffen umfasst mehr als 100 Film- und Fernsehproduktionen.

## Filmografie (Auswahl)
Als Produzent
- 1988: Daddy’s Cadillac (License to Drive)
- 1990: Blue Heat – Einsame Zeit für Helden (The Last of the Finest)
- 1991: Tod im Spiegel (Shattered)
- 1993: Fortress – Die Festung (Fortress)
- 1993: The Thing Called Love – Die Entscheidung fürs Leben (The Thing Called Love)
- 1993: Ein verrücktes Paar (Grumpy Old Men)
- 1993: The Last Outlaw
- 1994: Richie Rich (Ri¢hie Ri¢h)
- 1995: Die Grasharfe (The Grass Harp)
- 1995: Der dritte Frühling – Freunde, Feinde, Fisch & Frauen (Grumpier Old Men)
- 1996: Mut zur Wahrheit (Courage Under Fire)
- 1996: Die Kammer (The Chamber)
- 1996: Daylight
- 1997: Tango gefällig? (Out to Sea)
- 1998: Dr. Dolittle
- 2001: Heartbreakers – Achtung: Scharfe Kurven! (Heartbreakers)
- 2001: Dr. Dolittle 2
- 2001: Im Fadenkreuz – Allein gegen alle (Behind Enemy Lines)
- 2001: Jimmy Neutron – Der mutige Erfinder (Jimmy Neutron: Boy Genius)
- 2002: Leben oder so ähnlich (Life or Something Like It)
- 2003: Der Kindergarten Daddy (Daddy Day Care)
- 2003: Der Feind in meinem Mann (Devil’s Pond)
- 2003: Paycheck – Die Abrechnung (Paycheck)
- 2004: Garfield – Der Film (Garfield: The Movie)
- 2004: I, Robot
- 2004: Alien vs. Predator
- 2004: Der Flug des Phoenix (Flight of the Phoenix)
- 2006: Unbekannter Anrufer (When a Stranger Calls)
- 2006: Dr. Dolittle 3
- 2006: Garfield 2
- 2006: Eragon – Das Vermächtnis der Drachenreiter (Eragon)
- 2007: Norbit
- 2007: Der Kindergarten Daddy 2: Das Feriencamp (Daddy Day Camp)
- 2007: Garfield – Fett im Leben (Garfield Gets Real)
- 2007: Aliens vs. Predator 2 (Aliens vs. Predator: Requiem)
- 2008: Dr. Dolittle 4 (Dr. Dolittle: Tail to the Chief)
- 2008: The Express
- 2009: Dr. Dolittle 5 (Dr. Dolittle: Million Dollar Mutts)
- 2010: Marmaduke
- 2010: Predators
- 2010: Gullivers Reisen – Da kommt was Großes auf uns zu (Gulliver’s Travels)
- 2011: Kein Mittel gegen Liebe (A Little Bit of Heaven)
- 2011: Mr. Poppers Pinguine (Mr. Popper’s Penguins)
- 2012: Chronicle – Wozu bist Du fähig? (Chronicle)
- 2014: Devil’s Due – Teufelsbrut (Devil’s Due)
- 2015: Codename U.N.C.L.E. (The Man from U.N.C.L.E.)
- 2015: Victor Frankenstein – Genie und Wahnsinn (Victor Frankenstein)
- 2015: Joy – Alles außer gewöhnlich (Joy)
- 2017: Ferdinand – Geht STIERisch ab! (Ferdinand)
- 2018: Game Night
- 2018: Predator – Upgrade (The Predator)
- 2019: Shaft
- 2019: Dolemite Is My Name
- 2021: Jungle Cruise
- 2022: Prey
- 2025: Flight Risk

Als Executive Producer
- 2013–2023: The Blacklist (Fernsehserie)
- 2015–2017: Dr. Ken (Fernsehserie)